# Neon zonatus
Neon zonatus är en spindelart som beskrevs av Bao, Peng X. 2002. Neon zonatus ingår i släktet Neon och familjen hoppspindlar. Inga underarter finns listade i Catalogue of Life.